# Секуњаго
Секуњаго (итал. Secugnago) је насеље у Италији у округу Лоди, региону Ломбардија.
Према процени из 2011. у насељу је живело 1852 становника. Насеље се налази на надморској висини од 65 м.

## Становништво
Према резултатима пописа становништва 2011. у општини је живело 1.984 становника.
| 1931. | 1936. | 1951. | 1961. | 1971. | 1981. | 1991. | 2001. | 2011. |
| ----- | ----- | ----- | ----- | ----- | ----- | ----- | ----- | ----- |
| 1.644 | 1.750 | 1.790 | 1.823 | 1.664 | 1.588 | 1.597 | 1.742 | 1.984 |